# Islandiana cavealis
Islandiana cavealis är en spindelart som beskrevs av Ivie 1965. Islandiana cavealis ingår i släktet Islandiana och familjen täckvävarspindlar. Inga underarter finns listade i Catalogue of Life.